# Just Say Julie
Just Say Julie è una serie televisiva trasmessa dal 1989 al 1992 su MTV e condotta dall'attrice e cantante Julie Brown. La serie combinava comicità e video musicali e veniva trasmessa il venerdì sera.

## Storia
Sebbene Julie Brown fu considerata una VJ di MTV, la sua unica funzione nell'interpretare i video venne mediante il suo show. Lo show fu estremamente popolare perché andava contro l'immagine di MTV. Brown, come versione satirica di una ragazza superficiale, spessa introduceva o parlava dopo aver visto un video musicale con commenti negativi e taglienti sui cantanti. Star giovanili come Tiffany e Debbie Gibson venivano spesso derise. Un altro notevole esempio: dopo aver visto un video di Sheena Easton, Brown commentò: "Forse dovremmo andare a letto con Prince così potrà scrivere canzoni per noi". Easton, le cui canzoni sono state scritte da Prince (tra cui Sugar Walls), era presumibilmente indignata, sebbene volesse apparire come guest star in un episodio della serie.
Un altro notevole bersaglio fu Madonna. Negli episodi How to Date e The Nuclear Show, Julie Brown fa delle battute offensive su di lei. Brown avrebbe continuato a schernire la cantante con un graffiante falso documentario del 1992 chiamato Medusa: Dare to Be Truthful.
La maggior parte degli episodi venivano disposti in una "trama" che venne utilizzata per collegare insieme i video. In un episodio, Julie vende la sua anima al diavolo. Nell'episodio Just Say Bon Jovi, Julie afferma di essere la fidanzata di Jon Bon Jovi, e trasmette solo i video dei Bon Jovi.
Nello show, Julie ebbe anche l'occasione di trasmettere il video della canzone The Homecoming Queen's Got a Gun, il quale venne rifiutato da MTV.
Un'altra gag ricorrente fu che in ogni episodio doveva includere un prodotto approvato da un personaggio famoso, come per esempio nell'episodio The Nuclear Show, in cui Julie fa colazione con dei cereali chiamati "Prince Puffs".
A quei tempi Julie era "invidiosa" di un altro show trasmesso sullo stesso network, il quale era condotto da una persona con lo stesso nome, ovvero Downtown Julie Brown, la conduttrice di Club MTV. Questa rivalità porterebbe ad un episodio in cui i due si affrontano a faccia a faccia.
Molte celebrità apparvero nello show di Julie come guest star, tra cui "Weird Al" Yankovic (nell'episodio pilota della serie), Michael McKean, Gene Simmons, Linda Blair, Kip Winger e Martha Quinn.
La serie servì a far posto al personaggio di Julie Brown, conosciuto per essere un'egocentrica ragazza superficiale con un atteggiamento. Julie Brown Avrebbe ripreso il suo personaggio nel film Le ragazze della Terra sono facili.
Verso la fine della serie, Julie interpretò il personaggio "Eco Gal" e, insieme al compagno "Recycle Man", combattono i malfattori.

## Personaggi
- Julie Brown - Protagonista dello show, è una ragazza superficiale. Verso la fine della serie interpreta la supereroina "Eco Gal",
- Larry Poindexter - Interpreta un ragazzo che spesso corteggia Julie, come per esempio il tecnico nucleare nell'episodio The Nuclear Show. Verso la fine dello show interpreta il supereroe "Recycle Man".
- Stacey Travis - Amica di lunga data di Julie, nello show interpreta ragazze bionde, come per esempio la modella Lake Arrowhead nell'episodio How to Be a Modle, Sissy White nell'episodio Just Say Bon Jovi 2 e Ashley nell'episodio Salute to Animals.
- Charlie Coffey - Produttore dello show, interpreta se stesso
- Celia Arden - Madre di Julie nella vita reale, interpreta se stessa
- Paul Brown - Fratello di Julie nella vita reale, interpreta se stesso

## Pubblicazione in DVD
Nel 2006 Brown acquistò i diritti dello show e rilasciò il DVD The Very Best of Just Say Julie Volume 1. Il DVD è disponibile nel sito di Julie Brown.
Gli episodi del DVD sono:
- Eco Gal
- How to Be a Model
- How to Date
- Just Say Bon Jovi 1
- Just Say Bon Jovi 2
- My Evil Twin
- My Very Own Movie
- My Very Own Show
- Popo the Clown
- Salute to Animals
- The Blonde Show
- The Nuclear Show
- The PMS Show